# 밀

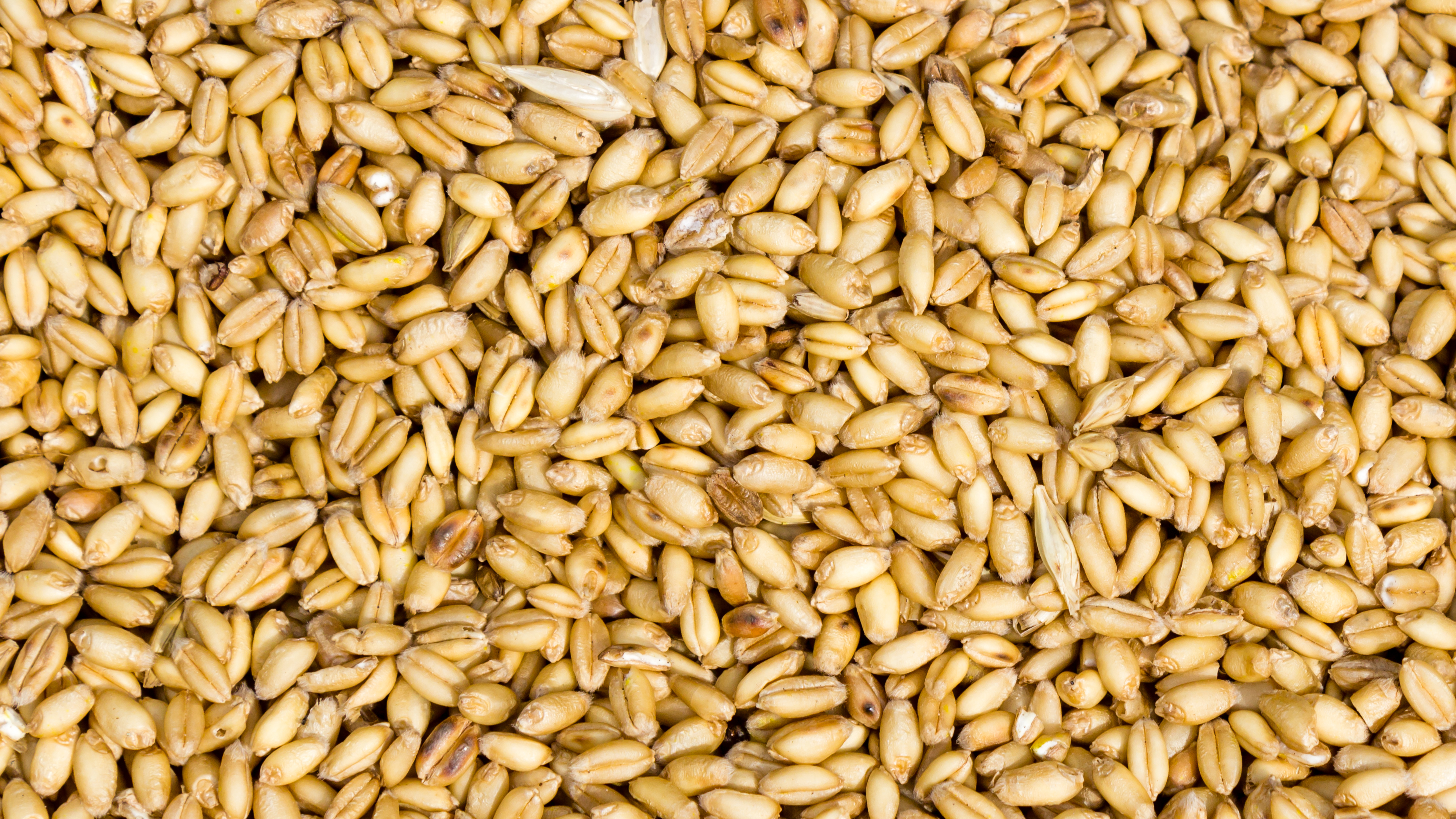
밀 낟알

밀(영어: common wheat 또는 bread wheat)은 밀, 듀럼밀, 스펠트밀 등 밀속 식물의 낟알을 두루 일컫는 말이다. 식물학적으로는 외떡잎식물 벼목 화본과의 한해살이풀로 약 22개의 품종이 전 세계적으로 재배되고 있다. 보리(대맥大麥)와 구별하여 소맥(小麥)이라고도 한다. 세계 곡물 생산량에서 옥수수에 이어 2위를 차지하는 밀은, 동양에서 보조식량으로 쓰이지만 서양에서는 주식량이며, 쌀과 함께 세계의 2대 식량 작물이다. 수분과 양분의 흡수력이 강하여 가뭄이나 척박토에도 잘 견딘다.
생산된 낟알의 90% 이상을 빻아 밀가루를 만들고 빵·과자·국수, 간장, 된장의 원료 등을 만드는 데 사용된다. 또한 밀 낟알은 맥주의 원료가 되기도 한다.  최대생산국은 중국이며 한국의 자급률은 0.8%이다.

## 역사
아프가니스탄이나 캅카스가 원산지이고 주로 온대 지방의 밭에서 재배한다. 밀은 BC 1만∼1만 5000년경에 재배되기 시작한 가장 오래된 작물 중에 하나이며 석기시대에 이미 유럽과 중국에서 널리 재배하였다.
한국에서도 밀은 그 재배역사가 매우 오래 되는데 평남 대동군 미림리에서 발견된 밀은 BC 200-100년경의 것으로 추정하고 있으며 그 밖에 경주의 반월성지, 부여의 부소산 백제 군량창고의 유적에서도 밀이 발견된 바 있다. 또한 일본의 밀 재배역사도 3-4세기에 한국에서 전래되었다는 사실로 미루어 한국 밀의 재배역사가 상당히 오래 되었음을 알 수 있다.
이처럼 한반도에서는 삼국시대 이전부터 재배한 것으로 추정되나 생산량이 적어 밀은 매우 귀한 식재료에 속했으며, 한국전쟁때 원조물자로 들어오면서 일반가정에서도 쉽게 접할 수 있게 되었다. 1965년 한국의 밀 자급률은 27%였는데 해외 무상 원조와 유상수입이 대량으로 이루어지면서 점차 재배농가가 줄어들어 2020년 생산량은 17,000톤으로 자급률은 0.8%이다. 2019년 기준 최대 생산국은 약 1억3천4백만톤을 생산하는 중국이다.
1960년도에 한국에 밀이 대량으로 유입되었으나 밀가루 음식에 익숙하지 않았기에 연간 1인당 소비량은 13.8kg이었다. 1967년 이후 분식장려운동과 제빵, 제과 기술의 발달로 인해 1970년에 26.1kg, 1985년 32.kg, 1992년 32.6kg으로 소비량이 증가하였다.

## 종류
밀은 배수성에 따라 2배체인 1립계(一粒系, sect. Monococcon), 4배체인 2립계(二粒系, sect. Dicoccoidea), 6배체인 보통계(普通系, sect. Triticum)가 있는데 이 종류에 따라 그 원산지가 다르다. 세계 밀 재배의 대부분(90% 이상)을 차지하고 있는 밀(T. aestivum)은 아프가니스탄에서 카프카스에 이르는 지역, 특히 카프카스 남부인 아르메니아를 그 원산지로 추정하고 있으며 1립계는 터키, 즉 흑해 연안이 원산지인 데 대해서 2립계는 중앙 아시아·아프리카·북아메리카에서 재배되는 2립계 듀럼밀(마카로니밀) 등이 있는데, 종에 따라 이집트·알제리·에티오피아·지중해 북안·이란 고원·카프카스 등 원산지가 약간씩 다르다. 한국에서 재배하는 밀은 주로 보통계 밀이다.
밀은 낟알이 단단한 정도에 따라 굳은밀(경질밀)과 무른밀(연질밀)로 나누기도 한다. 낟알의 절단면을 보았을 때 투명하고 굳은 유리 같은 부분이 많은 밀알을 초자립(硝子粒)이라 하는데, 초자립 부분의 비율이 70~100%인 것을 굳은밀(경질밀, 초자질 밀, 초자율 60% 이상)이라 한다. 낟알 단면에 투명한 부분이 적고 전체가 희고 부드러운 것은 분상립(粉狀粒)이라 하며, 이러한 낟알을 지닌 밀을 무른밀(연질밀, 분상질 밀, 초자율 30% 이하)이라 한다. 연질과 경질의 중간은 중간질(초자율 30∼60%)이다. 초자율이 높을수록 글루텐 함량이 높다. 밀은 그 품질이 강우량과 밀접한 관계를 가지고 있는데 강우량이 적고 성숙기에 고온이 아닌 대륙성 기후에서는 굳은밀이 생산되며, 기후가 온화하고 강우가 많은 해양성 기후에서는 무른밀이 생산된다.
밀의 재배품종은 가을밀(추파성 품종)과 봄밀(춘파성 품종)로 크게 나누어진다. 가을밀은 가을에 파종하여 어린 상태로 월동하되 저온기를 거쳐 이듬해 봄에 이삭이 패며, 봄밀은 이삭의 분화와 이삭패기에 대한 저온요구가 거의 없어서 봄에 파종하면 여름까지 이삭이 패고 결실한다.

## 재배

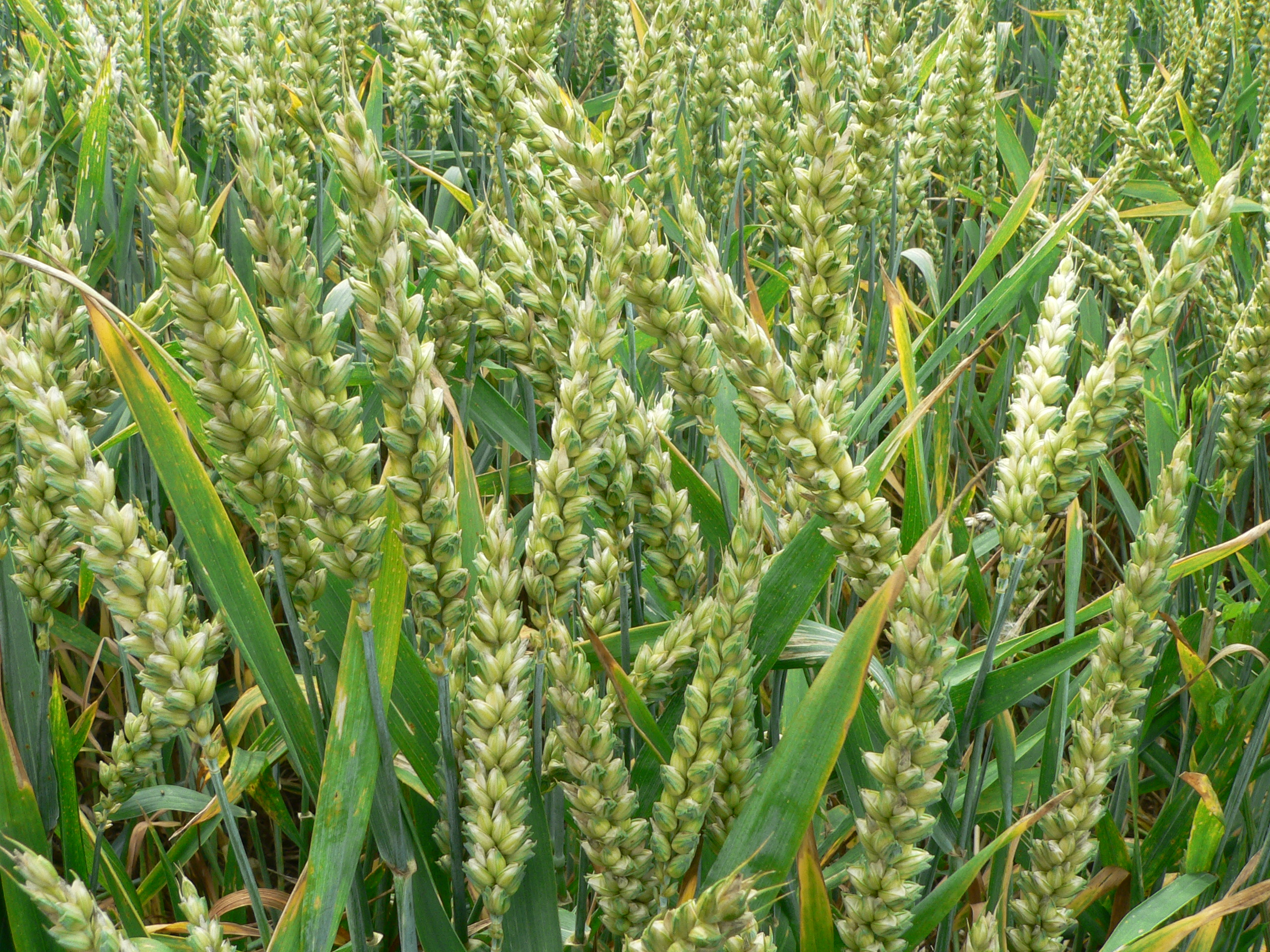
밀 군락

밀은 고온에 약하므로 적도를 중심으로 남북 20-25 °C의 범위는 재배에 알맞지 않다. 한국에서는 1월 평균 최저기온이 -14 °C 선이 밀재배 북한계가 되며 남한의 평지에서는 어디서나 재배할 수 있다. 이와 같이 보리보다 추위·가뭄·척박토·산성토 등에 강하므로 재배하기 용이하다. 그러나 현재 밀재배가 남부의 일부에서 명맥만 유지할 정도로 재배면적이 적은 이유는 밀이 국민의 식성에 잘 적응되지 못하고 수확기가 보리보다 10일 이상 늦어 답리작 재배에서 벼 이앙에 지장이 있으며 외국에서 도입되는 밀보다 품질과 가격면에서 경쟁이 되지 못하는 데 있다.
토양조건은 부식질양토가 알맞으며 사질이나 점질토에서도 보리보다 잘 적응된다. 밀은 보리보다 토양적응성이 강하여 척박지·사질토·건조지·산성토양 등에 대한 적응성이 클 뿐만 아니라 내도복성·내비성·내한성 등이 보리보다 강하여 다비재배에 더욱 적응할 수 있다. 저습지에 대한 적응성도 보리보다 강하나 답리작재배에서는 보리보다 숙기가 늦어 불리하다.
주로 기후에 따라 심은 밀의 재배품종을 결정한다. 가을밀(추파성 품종)은 가을에 씨를 뿌리어 이듬해 초여름에 거두어들이는 밀로, 내한성이 강하여 한랭한 지방에서의 재배에 알맞다. 가을밀은 겨울의 저온에 알맞은 것이어서 이삭의 분화, 이삭패기에 필요한 생리적 체제를 얻어, 봄의 장일조건에 의하여 꽃의 발달이 촉진된다. 이처럼 저온에 맞기 때문에 꽃눈(花芽)이 분화하는 현상을 춘화현상이라 하는데, 인위적으로도 응용할 수 있다. 따라서 가을밀을 봄에 파종하면 줄기와 잎은 무성하나 이삭이 패지 않아 수확이 얻어지지 않지만, 씨에 인위적으로 춘화처리를 하면 몸에 파종하여도 정상적으로 꽃이 피고 결실한다. 봄밀(춘파성 품종)은 이삭의 분화와 이삭패기에 대한 저온요구가 거의 없어서, 봄에 파종하면 여름까지 이삭이 패고 결실한다. 물론 가을에 파종해도 이삭은 패지만, 내한성이 약하므로 한랭지의 가을뿌리재배에서는 월동이 어렵다. 이 때문에 봄밀은 온대의 따뜻한 지역이나 아열대지방의 가을뿌림과, 겨울이 매우 추워서 밀의 월동이 어려운 지역의 봄뿌림에 쓰인다. 한국에서 밀의 주요 품종은 모두 가을밀이다. 1920년경까지는 일본품종과 재래종이 재배되었고, 30년대부터는 수원85호 등 개량종이 육성·보급되었다. 50년 무렵에는 육성3호가 보급되었고, 본격적인 육종사업은 60년부터 이루어져 영광·장광 등이 육성되었다. 최근에는 조숙·다수확성 품종인 조광·내밀·다홍밀·청계밀·그루밀·올밀·수원215호 같은 품종이 보급되고 있다. 세계적으로 품종의 지리적 분포를 보면, 러시아·캐나다, 중국 북동지구 등 고위도지방에는 춘파성 품종과 추파성이 높은 품종이 재배된다. 미국·오스트레일리아 및 프랑스나 이탈리아 등 남유럽에서는 대부분 가을밀이지만 봄밀도 재배되고 있고, 멕시코·인도에서는 봄밀이 재배된다. 현재 한국에서 장려되고 있는 밀 품종으로는 경기·강원·충북의 장려품종인 영광, 충남·충북·전북·경북의 장려품종인 중국 81호, 영남지역 장려품종인 올밀 등이 있다.
한랭지일수록 파종기의 폭이 좁고, 너무 일찍 파종하면 생육이 지나쳐서 월동 중에 동상해를 받기 쉬워지고 또한 병해도 발생하기 쉽다. 너무 늦게 파종하면 발아와 초기생육이 늦어져서 유효분얼이 적어지고 이삭패기도 지연되고 성숙도 늦어져서 수확량이 오르지 않는다. 수확량에는 비료의 영향이 크다. 질소 비료는 10a당 10-13kg쯤 주되 30-60%를 밑거름으로 하고 나머지는 덧거름으로 한다. 덧거름은 분얼 최성기인 12월부터 이듬해 2월까지 사이의 겨울거름과, 이삭패기 40-50일 전의 봄거름을 준다. 인산과 칼륨은 각각 10a당 7-9kg과 5-8kg을 원거름으로 준다. 퇴비량은 10a당 1000kg이 표준이다. 파종에 즈음해서는 전염병 예방을 위하여 씨앗소독을 한다. 병원균이 씨앗 안으로 파고 들어가는 밀깜부기병 소독에는 비타지람법·냉수온탕침법 등이 있다. 파종밀도는 종래의 재배에서는 잡초 방제를 위해 북주기·김매기 등을 해야 했으므로 밭짓기에서는 줄 사이 45-60cm인 한줄뿌림, 논 이작(뒷갈이)에서는 줄 사이 120cm인 두줄뿌림이 종래의 표준이었다. 그러나 농약 보급에 따라 파종밀도를 높일 수 있게 되었다. 과거의 재배에서는 겨울철의 서릿발로 인해 뿌리가 떠오르는 것을 억제하고 동시에 토양수분의 균일화와 웃자람 억제를 위해 보리밟기를 했었으나, 근년에는 노동력을 덜기 위해 보리밟기를 안하는 경우가 많다. 수확의 적기는 이삭이 팬 후 45-60일로, 낟알의 80%가 연한갈색으로 바뀌고 밀알이 굳어진 황숙기 또는 그것보다도 며칠 뒤이다. 한국의 파종시기는 주간엽수가 5-6매쯤 되어 월동하도록 중부지방은 10월 상순, 남부지방은 10월 중순이나 하순에 한다.
밀은 이용목적에 따라 품질 평가기준이 다른데 양조용 목적으로 재배할 때의 품질은 밀알의 배젖이 차지하는 비율인 배젖률이 큰 것이 유리하며, 밀가루를 목적으로 할 때는 제분율이 높은 것이 좋다.

## 생산
2011년 세계 10대 밀 생산 국가

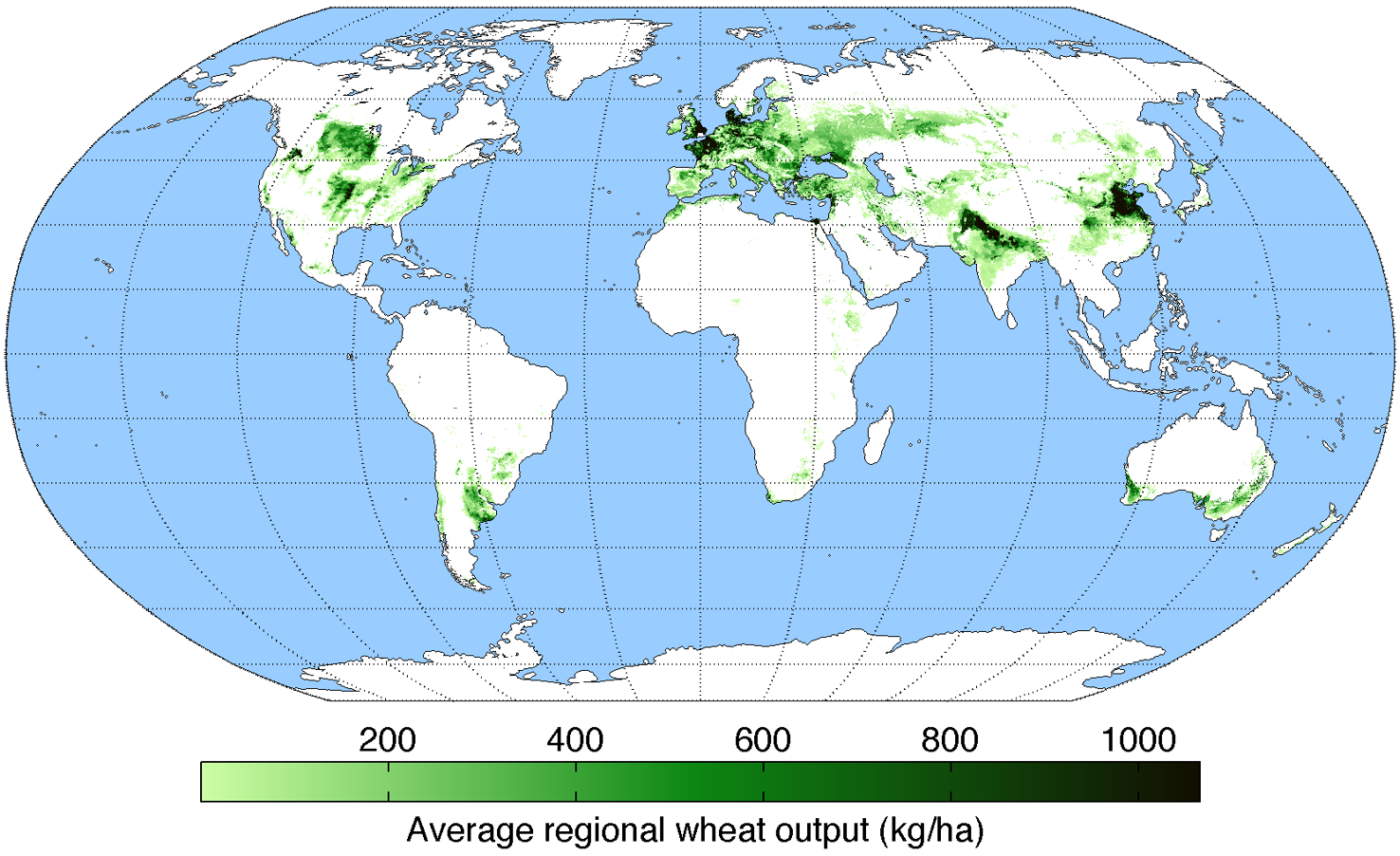
전세계 밀 생산량

2011년 기준, 세계 10대 밀 생산 국가와 그 생산량은 다음과 같다.
| 순위 | 국가명         | 생산량(단위:톤) | 비율   | 순위 | 국가명         | 생산량(단위:톤) | 비율  |
| ---- | -------------- | --------------- | ------ | ---- | -------------- | --------------- | ----- |
| 1    | 중화인민공화국 | 117,410,300     | 16.68% | 6    | 오스트레일리아 | 27,410,100      | 3.89% |
| 2    | 인도           | 86,874,000      | 12.34% | 7    | 캐나다         | 25,261,400      | 3.59% |
| 3    | 러시아         | 56,240,000      | 7.99%  | 8    | 파키스탄       | 25,213,800      | 3.58% |
| 4    | 미국           | 54,413,300      | 7.73%  | 9    | 독일           | 22,800,000      | 3.24% |
| 5    | 프랑스         | 38,037,000      | 5.40%  | 10   | 카자흐스탄     | 22,732,000      | 3.23% |

## 영양
밀은 영양적으로는 주식으로서 우수하지만, 필수아미노산인 류신이 쌀의 약 3/4밖에 안 되므로, 단백가는 쌀의 78에 대해서 밀알에서는 56이다. 또, 제분시에 제거되기 쉬운 씨눈에는 비타민 B1이 많고 또한 비타민 E 등도 함유하므로 자연영양식품으로 다루어진다.
밀에는 반죽을 부드럽게 만드는 글루텐이라고 하는 단백질이 들어 있다. 단백질, 녹말, 비타민E를 비롯해 니아신·리보플라빈·티아민과 같은 비타민B 복합체, 철분·인과 같은 필수 무기질 등 영양분이 풍부하다.

## 쓰임
한국에서는 보조식량으로 쓰이지만 서양에서는 주식량이 되며 쌀과 함께 세계의 2대 식량작물이다. 90% 이상이 제분되어 제면·제빵·제과·공업용으로 쓰인다. 또한 간장과 된장의 원료로도 쓰이며 밀기울은 좋은 사료가 된다. 밀짚은 질기고 빳빳하여 밀짚모자 등을 만드는 데 이용된다.
밀은 주로 낟알을 밀가루로 만들어 식용하며, 밀가루를 만들 때 굳은밀에서는 단백질(글루텐)의 함량이 높고 끈기가 많은 강력분을, 무른밀에서는 단백질 함량이 낮고 끈기가 적은 박력분을 얻는다.
밀로 만드는 음식으로는 빵 이외에도 국수, 마카로니, 스파게티, 케이크, 쿠키, 비스킷, 푸딩 등이 있다.

## 같이 보기
- 발아밀
- 밀싹
- 밀가루
- 빵